# El Anegado
El Anegado ist eine Ortschaft und eine Parroquia rural („ländliches Kirchspiel“) im Kanton Jipijapa der ecuadorianischen Provinz Manabí. Die Parroquia besitzt eine Fläche von 117,1 km². Die Einwohnerzahl lag im Jahr 2010 bei 6864. Die Parroquia wurde am 17. April 1956 aus Teilen der Parroquia Julcuy gegründet.

## Lage
Die Parroquia El Anegado liegt in der Cordillera Costanera etwa 25 km von der Pazifikküste entfernt. Der etwa 380 m hoch gelegene Hauptort La América befindet sich 14 km südsüdöstlich des Kantonshauptortes Jipijapa. Eine 2 km lange Stichstraße verbindet den Ort mit der Fernstraße E482 (Pedro Carbo–Jipijapa). Im äußersten Osten reicht das Verwaltungsgebiet bis zum Oberlauf des Río Paján, einem Zufluss des Río Daule. Die Wasserscheide zu der westlich gelegenen Pazifikküste verläuft in Nord-Süd-Richtung durch die Parroquia.
Die Parroquia El Anegado grenzt im Norden und im Nordosten an die Parroquia La América, im äußersten Osten an die Parroquia La Unión, im Südosten und im Süden an die Parroquia Paján (Kanton Paján) sowie im Westen an die Parroquia Julcuy.

## Orte und Siedlungen
Neben dem Hauptort gibt es folgende Comunidades in der Parroquia: La Crucita, Los Pocitos, La Fuente, El Páramo, Los Vergeles, La Susana, El Beldaco, Pan und Agua.